# 随煩悩経
『随煩悩経』（ずいぼんのうきょう、巴: Upakkilesa-sutta, ウパッキレーサ・スッタ）とは、パーリ仏典経蔵中部に収録されている第128経。『付随煩悩経』（ふずいぼんのうきょう）、『長寿王本起経』（ちょうじゅおうほんぎきょう）とも。
類似の伝統漢訳経典としては、『中阿含経』（大正蔵26）の第72経「長寿王本起経」等がある。
釈迦が、比丘アヌルッダ（阿那律）に、煩悩について説いていく。

## 構成

### 登場人物
- 釈迦
- 諍いする比丘たち
- アヌルッダ（阿那律）たち

### 場面設定
ある時、釈迦は、コーサンビーのゴーシタ園に滞在していた。
そこで比丘たちによる諍いが起き、釈迦が諍いを止めるよう忠告するも、あしらわれてしまう。
釈迦は托鉢へ行き、食事を終え、嘆きの偈を述べ、バグ、アヌルッダ、ナンディヤ、キンビラ等が居るバーラカローナカーラ村へ行く。
釈迦はアヌルッダに11の煩悩について説く。
アヌルッダは歓喜する。

## 日本語訳
- 『南伝大蔵経・経蔵・中部経典4』（第11巻下） 大蔵出版
- 『パーリ仏典 中部（マッジマニカーヤ）後分五十経篇II』 片山一良訳 大蔵出版
- 『原始仏典 中部経典4』（第7巻） 中村元監修 春秋社